# Carlos López Rubio
Carlos López Rubio (León, México; 21 de marzo de 1991), es un futbolista mexicano. Juega como guardameta y su equipo actual es Juventud Antoniana del Torneo Federal A. Como juvenil, jugó en los equipos del Club León.

## Clubes
| Club                     | País                | Año             | Partidos | Goles | Media |
| ------------------------ | ------------------- | --------------- | -------- | ----- | ----- |
| Talleres de Córdoba      | Argentina           | 2008 - 2011     | 0        | 0     | 0     |
| América                  | México              | 2011 - 2014     | 2        | 0     | 0     |
| Monarcas Morelia         | México              | 2014 - 2015     | 1        | 0     | 0     |
| Santos de Guápiles       | Costa Rica          | 2015            | 3        | 0     | 0     |
| Dorados de Sinaloa       | México              | 2016            | 3        | 0     | 0     |
| Cafetaleros de Tapachula | México              | 2017 - 2020     | 34       | 0     | 0     |
| Real Potosí              | Bolivia             | 2021 - 2022     | 26       | 0     | 0     |
| Club Atlético Mitre      | Argentina           | 2022            | 0        | 0     | 0     |
| Juventud Antoniana       | Argentina           | 2023 - Presente | 11       | 0     | 0     |
| Total en su carrera      | Total en su carrera | 2021 - 2022     | 80       | 0     | 0     |

 Actualizado el 4 de junio de 2023.

## Palmarés

### Campeonatos nacionales
| Título                  | Club        | País   | Año           |
| ----------------------- | ----------- | ------ | ------------- |
| 2.Ascenso MX            | Cafetaleros | México | Clausura 2018 |
| Final Temporada 2017-18 | Cafetaleros | México | 2018          |

### Copas internacionales
| Título                           | Club (*)                      | Lugar   | Año  |
| -------------------------------- | ----------------------------- | ------- | ---- |
| Campeonato Sub-20 de la Concacaf | Selección de fútbol de México | Campeón | 2011 |

### Copas nacionales
| Título       | Equipo           | País   | Año  |
| ------------ | ---------------- | ------ | ---- |
| SuperCopa MX | Monarcas Morelia | México | 2014 |